# T-01A

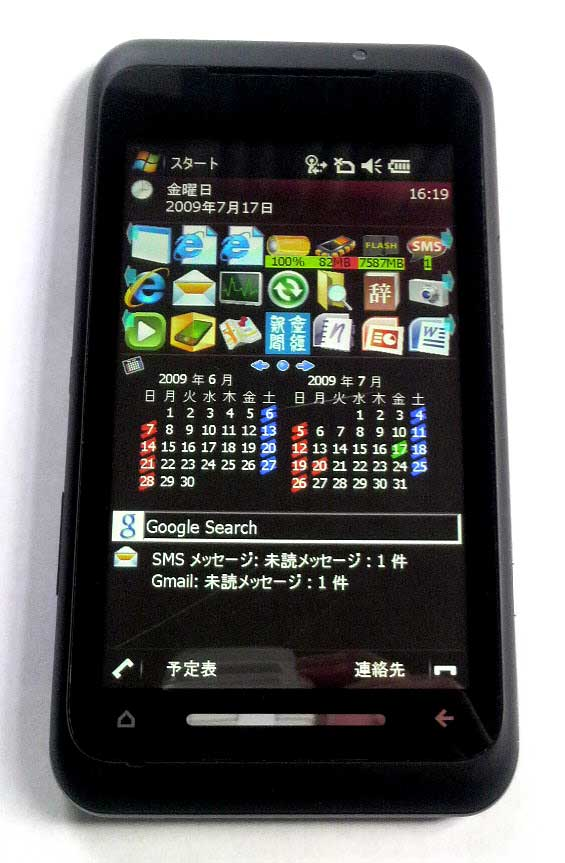
ストライプモードを外したToday画面

docomo PRO series T-01A（ドコモ プロ シリーズ ティー ぜろいち エー）は、東芝によって開発された、NTTドコモの第三世代携帯電話 (FOMA) 端末である。docomo PRO seriesの端末。 東芝製世界モデルWindows Mobile端末「TG01」の日本モデルとなる。
東芝のノートパソコン、「dynabook」の兄弟版として、「dynapocket」と同社の副社長に名づけられた。

## 概要
- 東芝のFOMA端末ではT2101V以来7年ぶりの機種となり、ドコモ向けとしては初めてのスマートフォンとなる。
- スマートフォンとネットブックの融合「MID (Mobile Internet Device) 端末」というコンセプトを元に開発されており、Windows MobileといったスマートフォンOSでポケットに入るサイズでありながら、Flash Lite 3.1に対応しておりPC (Internet Explorer 6.0) 並みの快適なブラウジング機能を持ったブラウザ、1GHzのCPUを搭載し、OSやその他アプリケーションの快適な操作を行うことができる。
- 2009年12月17日より本端末のOSをWindows Mobile 6.5への無償アップグレードが提供が開始されている。

## 特徴
- 液晶画面は4.1インチのワイドVGA液晶と通常の携帯電話よりも大きくなっており、Webの閲覧、メールの作成、オフィス文書の編集、地図アプリなどを快適に利用できるようにしている。また、液晶画面は抵抗膜式のタッチパネルによる操作に対応しており、文字入力を含め基本的な操作は、液晶画面のタッチだけで操作することが可能となる。文字入力は「10キーパッド」、またはパソコンと同じキー配置となる「QWERTYパッド」を画面上に呼び出すことができるほか、手書き入力も可能となっている。QWERTYパッドは横画面でも入力が可能となる。日本語入力方式ではATOKを採用し、話し言葉や方言を変換することができる。細かい文字が読みにくい人向けに倍角モードも搭載している。「予測辞書」により、長文でも文脈を判断して変換するなど、快適な文字入力が可能となる。Microsoft IMEも搭載されている。
- UIは通常のWindows Mobileをカスタマイズし、画面に三分割した縦帯状のメニューを並べた「ストライプメニュー」を採用し、タッチパネルで操作しやすいように工夫されている。ストライプメニューは「Tools」「Setting」「Player」「Web」「Mail」「Applications」「Phone」「Data Folder」の種類があり、画面上にはこれらのメニューのうち3つが表示されていて、指をスライドさせることにより、表示が変えられる。ストライプメニューはTODAYの設定でオフにもできる。また、ウィジェットとしてNetFront Widgetも搭載されており、ACCESSのウェブサイトからウィジェットをダウンロードして追加できる。
- 画面の下には「フローティングタッチパッド」とよばれる、静電容量式の画面とは別のタッチパッドがあり、これを指で左右に動かすことにより、Webページや地図画面の拡大や縮小を直感的に行うことができる。
- 薄さは9.9mmとスマートフォンでは最も薄くなっており、大きな画面による重量感をカバーしている。
- USBホスト機能を有しており、USBメモリー、USBマウス、USBキーボード等々を接続し、利用することができる。
- 国際ローミング (WORLD WING) やBluetoothに対応しており、海外での通話、電子メール、SMS、Webブラウジングが可能である。
- Biz・ホーダイダブルを契約することで、定額でのデータ通信が可能となる。
- HT-01AやBlackBerry Boldと同様に、個人で購入可能なスマートフォンである。
- 3軸加速度センサを内蔵しており、端末を縦横と傾けると、画面がそれにあわせて横画面から縦画面へと自動的に変化する。また、電話機本体を振ることによって着信を応答やスタート画面に戻ることができる「モーションセンサー」なども搭載されている。
- GPSに対応しており、いつもNAVIやGoogle Mapsと連携できる。
- 無線LAN (IEEE 802.11b/g)、FOMAハイスピード（最大7.2Mbps）にも対応している。
- メインカメラの性能は、CMOS約320万画素のAFを搭載している。
- スマートフォンでは初のおまかせロックに対応し、盗難や紛失時にロックを掛けることにより個人情報漏洩を防ぐことができる。

### ブラウザ
Internet Explorer 6をベースにしたInternet Explorer Mobileも実装し、インターネットの閲覧性の向上をはかっている。Adobe Flash Lite 3.1も組み込まれているため、YouTubeなどの動画サイトもそのままブラウザで再生できる。加速度センサーを搭載しており、電話機本体を横にすると自動的に画面も横になる。
その他のブラウザとして、NetFront Browser v3.5も搭載されている。

#### Kinoma Play
当機の大きな特徴として、総合メディアブラウザ「Kinoma Play for NTT DOCOMO」を搭載している。RSSリーダーやポッドキャスト、YouTube、ニコニコ動画他多数の内外の動画や音楽配信サイト、ネットラジオ、ネットテレビ、そしてPicasaをはじめとする静止画閲覧、配信サイトに簡単にアクセスし、ストリーミングで視聴したり、ファイルをダウンロードをすることができる。対応メディアファイルは、MPEG-4 Video SP、AVC/H.264、H.263、Windows Media Video 9といった動画ファイルやMP3、AAC、aacPlus v2、Windows Media Audio 9、FLAC、uncompressedなどの音楽ファイルにも対応している。

### メール メッセンジャー
POPメール、IMAPメールが利用可能（Gmailも可能）である。また、HotmailやWindows Live メール、moperaUメールがプッシュ型電子メールとして利用可能となる。GmailもActiveSyncで設定することで、プッシュメールが可能となる。それ以外のメールはポーリング式となる。メーラーはPocket Outlookを使用する。
メッセンジャーにはWindows Live Photo/Messengerが搭載され、リアルタイムのチャットが利用可能である。

#### spモードへの対応
2010年9月1日から開始されたspモードを契約することでiモードメールと同じ@docomo.ne.jpのメールアドレスに対応する。また絵文字、デコメ絵文字も利用可能となる。ただしT-01Aでspモードメールを行うためには、OSを6.5にあげる必要がある。
そのほかの手段としてiモードメールは、Webメールでiモードメールを行うための「iモード.netモバイルモード」のメニューが用意されている他、絵文字やプッシュ型電子メールに対応したiモード.netアプリが2009年10月1日より公開されている。「T-01A iモード.netアプリ」　

## Windows Mobile 6.5
2009年12月17日よりT-01AのOSがWindows Mobile 6.5へのアップグレードファイルの提供が開始された。

Windows Mobile 6.5により以下の機能が拡張される。
- スタートボタンがバー表示から大きめなアイコン表示の画面デザインになった。
- アプリケーションをダウンロードできるポータルサービスである「Windows Marketplace for Mobile」が利用可能となった。
- インターネット上のWindows Liveサービスのアドレス帳やスケジュールがT-01Aのカレンダーや電話帳と同期がとれる「Microsoft My Phone」が利用可能となった。
- ブラウザの拡大縮小の操作が容易になった

尚6.5へアップグレード後に6.1に戻すことはできないため、注意が必要である。

## 主な対応サービス
| 主な対応サービス                                            | 主な対応サービス                                                  | 主な対応サービス                | 主な対応サービス                              |
| ----------------------------------------------------------- | ----------------------------------------------------------------- | ------------------------------- | --------------------------------------------- |
| DCMX／おサイフケータイ                                      | うた・ホーダイ                                                    | 着うたフル／着うた              | デジタルオーディオプレーヤー(WMA)(AAC)(MP3他) |
| 直感ゲーム／メガiアプリ加速度センサーを利用したゲーム等は有 | Music&Videoチャネル／ビデオクリップKinomaPlayで動画、音楽視聴可能 | GSM／3Gローミング（WORLD WING） | プッシュトーク                                |
| FOMAハイスピード7.2Mbps                                     | GPS／ケータイお探し                                               | ポケットU／ホームU              | iチャネル                                     |
| 着もじ                                                      | テレビ電話／キャラ電                                              | 電話帳お預かりサービス          | フルブラウザ                                  |
| おまかせロック／バイオ認証                                  | 外部メモリーへiモードコンテンツ移行                               | トルカ                          | iC通信／iCお引越しサービス                    |
| きせかえツール／マチキャラテーマの変更可                    | バーコードリーダ／名刺リーダ                                      | 2in1                            | エリアメール                                  |

## ソフトウェア
ソフトウェアは内蔵のアプリの他、様々なサイトで公開されている。ダウンロードサイトにアクセスし、インストールすることも可能だが、PCでアプリをダウンロードし、Microsoft ActiveSync等を使い、USB経由で当機へインストールすることも可能である。尚前述のとおり、Windows Mobile 6.5にアップグレードされた端末にはWindows Marketplace for Mobileがプリインストールされており、Windows Marketplace for Mobileを使ってアプリケーションを容易にダウンロードできるようになった。Windows Mobile 6.1でもMicrosoftのサイトからダウンロードをすることが可能である。
2009年5月28日、東芝は「Toshiba Mobile Plaza」と呼ばれる専用サイトを設け、本機用のアプリを当面無料で提供している。バックアップツール、ビジネスアプリ、エンターテイメントアプリなどをダウンロードして利用することが可能となる。
主な搭載アプリ、利用可能アプリ
- Microsoft ActiveSync 4.5 - パソコンやMicrosoft Exchange Serverとの同期がとれる。
- いつもNAVI - 目的地までのルート案内を利用できる。
- 辞書 「明鏡国語辞典MX」（5.8万語）、「ジーニアス大英和辞典MX」（8.9万語）、「ジーニアス和英辞典MX」（6.9万語）
- WindowsMobileOutlook
- WordMobile、ExcelMobile、PowerPointMobile
- Photobase
- ビデオエディター
- Windows Media Playerで音楽や動画の再生が可能。パソコンのWindows Media Playerライブラリと同期をとることができる。
- 電話帳コピーツール - MicroSDカードやBluetoothを使って、当機へアドレス帳をインポートしたり、エクスポートすることが可能となる。このアプリケーションはNTTドコモのほかのWindows Mobile端末でも利用することができる。
- Adobe Reader LE
- SecurityScan
- フォト&ムービービューアー
- 時計/世界時計、ToDo
- その他、電卓、メモ帳、ゲーム等

- iモード.netアプリ

### アプリ配信サービス「Aplio」
Windows Mobileのアプリを検索・ダウンロードするためのアプリケーションである「Aplio」が利用可能となる。Windows CE、Windows Mobileのアプリケーションポータルサイトである「WindowsCE FAN」のソフトウェアライブラリを利用し、簡単にアプリケーションをダウンロードできるようになる。

## 付属品
以下の商品が同梱されている。
- MicroSDカード 8GB
- シリコンケース
- USB変換ケーブル - USBメモリーやUSBマウスと当機を接続させるための変換ケーブル。
- USBケーブル
- ACアダプタ変換ケーブル
- イヤホンマイク
- ストラップ式スタイラスペン

## 歴史
- 2009年XX月XX日 - 技術基準適合証明 (TELEC) 通過。
- 2009年XX月XX日 - 電気通信端末機器審査協会 (JATE) 通過。
- 2009年XX月XX日 - 連邦通信委員会 (FCC) 通過。
- 2009年5月19日 - F-08A・F-09A・N-06A・N-07A・N-08A・N-09A・P-07A・P-08A・P-09A・P-10A・SH-05A・SH-06A・SH-07A・L-04A・L-06A・HT-03A・T-01Aの開発を発表。
- 2009年5月28日 - 製品説明会を開催。
- 2009年6月20日 - 発売開始。
- 2009年6月22日 - 特定の電話番号への通話において不具合が見つかり、一時販売停止。
- 2009年6月26日 - ソフトウェアアップデート開始。
- 2009年6月28日 - 販売再開。
- 2009年9月8日 - おまかせロックの解除、microSDTの不具合解消のためのソフトウェアアップデート開始。
- 2009年10月1日 - iモード.netアプリ提供開始。
- 2009年12月17日 - Windows Mobile 6.5へのアップグレード提供開始。あわせて、iモード.netモバイルアプリも6.5版の提供を開始。
- 2010年9月1日 - spモードに対応 [5]

## イメージキャラクター
イメージキャラクターには中田英寿が起用され、CMにも出演する。

## 不具合
- 「011」（北海道札幌市ほか3市町の市外局番）から始まる電話番号へ電話をかけた場合、「184」「186」を付した場合を除き、利用できないとのガイダンスが流れ通話できない状態となったため、販売が停止された。[6]2009年6月25日に不具合を解消するソフトウェアの提供が開始され、2009年6月28日に販売が再開された。[7]
- 2009年9月8日、以下の不具合がソフトウェア更新で修正された。
  - microSDへのアクセスのタイミングによりエラーが発生する場合がある。
  - おまかせロックのロック解除ができない場合がある。
- 2009年11月12日、以下の不具合がソフトウェア更新で修正された。
  - お知らせLEDが点灯または消灯したままになる場合がある。
  - 本体を充電したまま放置すると再起動する場合がある。
  - アプリケーションの起動が正常に行えない場合がある。
- 2010年2月18日、ソフトウェアの一部不具合により、OSのバージョンがWindows Mobile 6.1で、かつPIN1コードを有効にしている場合、緊急通報用電話番号「110」「118」「119」へ電話をかけた場合、「184」「186」を付した場合を除き、利用できないとのガイダンスが流れ通話できない状態となったため、販売が停止された。[8]2010年2月25日に不具合を解消するソフトウェアの提供が開始され同年3月5日より販売が再開された。[9]
- 2010年8月23日、以下の不具合がソフトウェア更新で修正された。
  - 通話中に、特定の条件下でT-01Aからの音声が途切れる場合がある。
- 2012年7月10日、以下の不具合がソフトウェア更新で修正された。
  - 海外の一部地域において、まれに正常に通信できない場合がある。

## 関連書籍
- docomo PRO series T-01A GUIDE (ISBN 4048679236)